# Niels Mikkelsen Aalborg
Niels Mikkelsen Aalborg, född 16 september 1562 i Aalborg, död 23 oktober 1645, var en dansk präst och författare. 
Han fick 1590 en präst-befattning i Skåne och blev 1612 prost i Helsingborg. För de vanliga människornas skull skrev han på danska och vågade dessutom avvika från den lutherska ortodoxin. När han i sin år 1611 utgivna förklaring över uppenbarelsen framställde uppfattningen att hedningar möjligen kunde bli saliga utan att känna Kristus och uttalade sympati för prästen Ole Kok, som närmade sig kalvinismen, blev han 1614 fråndömd sitt ämbete. Dock kallades han tre år senare till pastor vid Holmens kyrka i Köpenhamn och tjänstgjorde där till 1636. 